# Kubok Rossii 2003-2004
La Coppa di Russia 2003-2004 (in russo Кубок России?, Kubok Rossii) è stata la 12ª edizione del principale torneo a eliminazione diretta del calcio russo. Il torneo è iniziato il 22 marzo 2003 ed è terminato il 29 maggio 2004, con la finale giocata allo Stadio Lokomotiv di Mosca. Il Terek Groznyj ha vinto la coppa, la prima della sua storia, battendo in finale il Kryl'ja Sovetov Samara; per la prima volta il trofeo è stato vinto da una squadra militante in seconda serie.

## Formula
La Coppa si dipanava su dieci turni, i primi cinque disputati e la finale in gara unica, gli altri con partite di andata e ritorno: in caso di parità al termine dei novanta minuti venivano disputati i tempi supplementari; in caso di ulteriore parità venivano effettuati i tiri di rigore.
I primi quattro turni videro coinvolte esclusivamente squadre di Vtoroj divizion 2003.
Le formazioni di Pervyj divizion 2003 entrarono in scena al quinto turno.
Le sedici squadre della Prem'er-Liga 2003, invece, entrarono in gioco nel sesto turno (i sedicesimi di finale).

## Primo turno
Le partite furono disputate tra il 22 marzo e il 20 aprile 2003.
A questo turno parteciparono delle 32 squadre iscritte alla Vtoroj divizion 2003.
| Squadra 1                | Risultato         | Squadra 2                  |
| ------------------------ | ----------------- | -------------------------- |
| Žemčužina-Soči           | 2 – 2 (13-12 dcr) | Spartak Anapa              |
| Zhemchuzhina Budyonnovsk | 0 – 1 (dts)       | Angušt Nazran'             |
| Kavkazkabel' Prochladnyj | 0 – 1             | Avtodor Vladikavkaz        |
| Slavjanskij              | 2 – 1             | Vitjaz' Krymsk             |
| Zenit Penza              | 2 – 1             | Biokhimik-Mordovia Saransk |
| Titan Mosca              | 1 – 2 (dts)       | Vitjaz' Podol'sk           |
| Tekstilščik Ivanovo      | 0 – 1             | Spartak-Telekom Šuja       |
| Kosmos Egor'evsk         | 2 – 4 (dts)       | Znamja Truda               |
| Iskra Ėngel's            | 1 – 3 (dts)       | Spartak Tambov             |
| Reutov                   | 2 – 1             | Torpedo Vladimir           |
| FK Pikalevo              | 1 – 2             | Severstal' Čerepovec       |
| Dinamo Vologda           | 2 – 0             | Spartak Kostroma           |
| Volga Ul'janovsk         | 2 – 0             | Torpedo Volžskij           |
| Stroitel' Ufa            | 1 – 2             | Alnas Almetyevsk           |
| Spartak Joškar-Ola       | 2 – 0             | Lada-SOK                   |
| KAMAZ                    | 3 – 0             | Dinamo Iževsk              |

## Secondo turno
Le partite furono disputate tra il 14 aprile e il 9 maggio 2003.
A questo turno presero parte le sedici vincitrici del turno precedente a cui si unirono altre 60 squadre provenienti dalla Vtoroj divizion 2003.
| Squadra 1                      | Risultato       | Squadra 2                         |
| ------------------------------ | --------------- | --------------------------------- |
| Krasnodar-2000                 | 5 – 0           | Družba Majkop                     |
| Sudostroitel' Astrachan'       | 0 – 3           | Dinamo Machačkala                 |
| Slavjanskij                    | 5 – 1           | Žemčužina-Soči                    |
| Šachtër Šachty                 | 2 – 1           | SKA Rostov                        |
| Olimpija Volgograd             | 1 – 2           | Tekstil'ščik Kamyšin              |
| Mašuk-KMV Pjatigorsk           | 3 – 1           | Nart Čerkessk                     |
| Dinamo Stavropol'              | 1 – 0           | Spartak-Kavkaztransgaz Izobil'nyj |
| Avtodor Vladikavkaz            | 4 – 0           | Angušt Nazran'                    |
| Zvezda Irkutsk                 | 4 – 0           | Selenga                           |
| Znamja Truda                   | 0 – 2           | Vitjaz' Podol'sk                  |
| Voločanin-Ratmir               | 1 – 0           | BSK Spirovo                       |
| Uralan-Plus Mosca              | 0 – 1           | Mosėnergo                         |
| Torpedo Pavlovo                | 3 – 2           | Metallurg Vyksa                   |
| Svetogorec                     | 2 – 0           | Zenit-2                           |
| Sportakademklub                | 1 – 0           | FK Vidnoye                        |
| Spartak-Telekom Šuja           | 2 – 0           | Reutov                            |
| Spartak Tambov                 | 0 – 0 (5-3 dcr) | Zenit Penza                       |
| Spartak Ščëlkovo               | 1 – 3           | Arsenal Tula                      |
| Spartak Luchovicy              | 1 – 0           | Ryazan-Agrokomplekt Ryazan        |
| Smena K.N.A.                   | 2 – 2 (4-2 dcr) | Amur Blagoveščensk                |
| Sibirjak Bratsk                | 1 – 1 (3-4 dcr) | Metallurg Krasnojarsk             |
| Severstal' Čerepovec           | 0 – 0 (4-2 dcr) | Dinamo Vologda                    |
| Pskov-2000                     | 2 – 0           | Petrotrest                        |
| Okean                          | 2 – 3           | Luč-Ėnergija                      |
| Lokomotiv Kaluga               | 3 – 0           | Dinamo Tula                       |
| Elec                           | 1 – 0           | Don Novomoskovsk                  |
| Orël                           | 2 – 1           | Dinamo Brjansk                    |
| Chkalovets-Olimpik Novosibirsk | 1 – 0           | Dinamo Barnaul                    |
| Avangard Kursk                 | 0 – 0 (1-4 dcr) | Saljut-Ėnergija                   |
| Čkalovec-1936                  | 3 – 2           | Irtyš Omsk                        |
| Tobol Kurgan                   | 2 – 1           | Zenit Čeljabinsk                  |
| Spartak Joškar-Ola             | 0 – 0 (5-3 dcr) | Volga Ul'janovsk                  |
| Nosta Novotroick               | 1 – 6           | Gazovik Orenburg                  |
| Metallurg-Metiznik             | 0 – 0 (2-0 dcr) | Sodovik                           |
| Lukoil Čeljabinsk              | 2 – 1           | Uralec-TS Nižnij Tagil            |
| Ėnergetik Uren'                | 1 – 0           | Ėlektronika Nižnij Novgorod       |
| Dinamo-Mašinostroitel          | 1 – 1 (0-3 dcr) | Lokokomtiv Nižnij Novg.           |
| Alnas                          | 0 – 2           | KAMAZ                             |

## Terzo turno
Le partite furono disputate tra il 10 maggio e il 7 giugno 2003.
Vi parteciparono le 38 squadre promosse del turno precedente cui si unirono Šachtër Prokop'evsk e KUZBASS-Dinamo Kemerovo.
| Squadra 1               | Risultato       | Squadra 2                      |
| ----------------------- | --------------- | ------------------------------ |
| Tekstil'ščik Kamyšin    | 0 – 3           | Dinamo Machačkala              |
| Šachtër Šachty          | 1 – 1 (5-4 dcr) | Slavjanskij                    |
| Dinamo Stavropol'       | 5 – 2           | Krasnodar-2000                 |
| Avtodor Vladikavkaz     | 3 – 0           | Mašuk-KMV Pjatigorsk           |
| Vitjaz' Podol'sk        | 0 – 1           | Spartak Luchovicy              |
| Spartak-Telekom Šuja    | 0 – 1           | Sportakademklub                |
| Spartak Tambov          | 0 – 1           | Torpedo Pavlovo                |
| Severstal' Čerepovec    | 2 – 1           | Voločanin-Ratmir               |
| Saljut-Ėnergija         | 0 – 0 (3-1 dcr) | Orël                           |
| Pskov-2000              | 3 – 1 (dts)     | Svetogorec                     |
| Mosėnergo               | 1 – 2           | Arsenal Tula                   |
| Elec                    | 3 – 2           | Lokomotiv Kaluga               |
| Šachtër Prokop'evsk     | [ 1 ]           | Kuzbass-Dinamo                 |
| Metallurg Krasnojarsk   | 0 – 1 (dts)     | Zvezda Irkutsk                 |
| Luč-Ėnergija            | 1 – 1 (6-5 dcr) | Smena K.N.A.                   |
| Čkalovec-1936           | 0 – 0 (6-7 dcr) | Chkalovets-Olimpik Novosibirsk |
| Lukoil Čeljabinsk       | 2 – 1           | Tobol Kurgan                   |
| Lokokomtiv Nižnij Novg. | 3 – 0           | Ėnergetik Uren'                |
| KAMAZ                   | 5 – 0           | Spartak Joškar-Ola             |
| Gazovik Orenburg        | 0 – 0 (3-5 dcr) | Metallurg-Metiznik             |

## Quarto turno
Le partite furono disputate tra il 4 e 27 giugno 2003.
A questo turno presero parte le venti squadre promosse dal turno precedente.
| Squadra 1                      | Risultato       | Squadra 2           |
| ------------------------------ | --------------- | ------------------- |
| Dinamo Stavropol'              | 3 – 1           | Šachtër Šachty      |
| Dinamo Machačkala              | 2 – 0           | Avtodor Vladikavkaz |
| Zvezda Irkutsk                 | 2 – 0           | Luč-Ėnergija        |
| Chkalovets-Olimpik Novosibirsk | 1 – 0           | Šachtër Prokop'evsk |
| Torpedo Pavlovo                | 0 – 1           | Spartak Luchovicy   |
| Severstal' Čerepovec           | 2 – 1           | Pskov-2000          |
| Saljut-Ėnergija                | 3 – 3 (4-5 dcr) | Elec                |
| Arsenal Tula                   | 1 – 0           | Sportakademklub     |
| Metallurg-Metiznik             | 0 – 1           | Lukoil Čeljabinsk)  |
| Lokokomtiv Nižnij Novg.        | 0 – 1           | KAMAZ               |

## Quinto turno
Le partite furono disputate il 24 agosto 2003.
Vi parteciparono le dieci squadre promosse del turno precedente e le 22 squadre iscritte alla Pervyj divizion 2003.
| Squadra 1                      | Risultato       | Squadra 2         |
| ------------------------------ | --------------- | ----------------- |
| Zvezda Irkutsk                 | 3 – 0           | SKA-Ėnergija      |
| Ural                           | 0 – 1           | Tom' Tomsk        |
| Spartak Nal'čik                | 1 – 3           | Terek Groznyj     |
| Severstal' Čerepovec           | 0 – 1           | Chimki            |
| Neftechimik                    | 0 – 1           | Gazovik-Gazprom   |
| Metallurg Lipeck               | 2 – 0           | Fakel Voronež     |
| Lukoil Čeljabinsk              | 1 – 1 (3-4 dcr) | KAMAZ             |
| Lokomotiv Čita                 | 2 – 0           | Metallurg-Kuzbass |
| Lisma-Mordovija                | 1 – 3           | Lada Togliatti    |
| Elec                           | 1 – 0           | Spartak Luchovicy |
| Dinamo-SPb                     | 0 – 0 (5-4 dcr) | Baltika           |
| Dinamo Stavropol'              | 0 – 1           | Kuban'            |
| Dinamo Machačkala              | 0 – 1           | Volgar'-Gazprom   |
| Chkalovets-Olimpik Novosibirsk | 0 – 2           | Amkar Perm'       |
| Arsenal Tula                   | 1 – 0           | Kristall Smolensk |
| Anži                           | 2 – 0           | Sokol Saratov     |

## Sedicesimi di finale
Questo è stato il primo turno disputato con gare di andata e ritorno; le partite di andata furono disputate tra il 10 ottobre e l'11 novembre 2003, quelle di ritorno tra il 3 novembre e il 2 febbraio 2004. A questo turno parteciparono le 16 squadre promosse dal turno precedente e le sedici squadre militanti nella Prem'er-Liga 2004.
| Squadra 1        | Totale      | Squadra 2                   | Andata | Ritorno     |
| ---------------- | ----------- | --------------------------- | ------ | ----------- |
| Lokomotiv Mosca  | 5 - 0       | Chimki                      | 4 - 0  | 1 - 0       |
| Spartak Mosca    | 2 - 3       | Kuban'                      | 1 - 2  | 1 - 1       |
| Tom' Tomsk       | 3 - 1       | Torpedo Mosca               | 3 - 0  | 0 - 1       |
| Terek Groznyj    | 3 - 1       | Černomorec Novorossijsk     | 2 - 0  | 1 - 1       |
| Elec             | 1 - 3       | CSKA Mosca                  | 1 - 0  | 1 - 3       |
| Gazovik-Gazprom  | 1 - 6       | Kryl'ja Sovetov Samara      | 0 - 4  | 1 - 2       |
| Anži             | 3 - 3 (gfc) | Rotor                       | 3 - 1  | 0 - 2       |
| Dinamo-SPb       | 1 - 6       | Rubin                       | 0 - 4  | 1 - 2       |
| Zvezda Irkutsk   | 0 - 6       | Saturn-REN TV               | 0 - 0  | 0 - 6       |
| Arsenal Tula     | 4 - 5       | Šinnik                      | 0 - 2  | 4 - 3       |
| Metallurg Lipeck | 2 - 5       | Spartak-Alanija Vladikavkaz | 1 - 2  | 1 - 3       |
| Amkar Perm'      | 3 - 4       | Torpedo-Metallurg           | 3 - 2  | 0 - 2       |
| Lada Togliatti   | 0 - 1       | Uralan                      | 0 - 0  | 0 - 1 (dts) |
| Dinamo Mosca     | 7 - 2       | Volgar'-Gazprom             | 5 - 1  | 2 - 1       |
| KAMAZ            | 2 - 8       | Zenit San Pietroburgo       | 0 - 2  | 2 - 6       |
| Lokomotiv Čita   | 0 - 1       | Rostov                      | 0 - 0  | 0 - 1       |

## Ottavi di finale
Le gare di andata furono disputate tra l'8 novembre 2003 e il 17 marzo 2004, quelle di ritorno tra il 13 novembre 2003 e il 24 marzo 2004.
| Squadra 1                   | Totale      | Squadra 2             | Andata | Ritorno     |
| --------------------------- | ----------- | --------------------- | ------ | ----------- |
| Rubin                       | 0 - 3       | Lokomotiv Mosca       | 0 - 3  | 0 - 1       |
| Spartak-Alanija Vladikavkaz | 0 - 3       | Šinnik                | 0 - 0  | 0 - 3 (dts) |
| Kuban'                      | 1 - 4       | Terek Groznyj         | 0 - 3  | 1 - 1       |
| CSKA Mosca                  | 5 - 0       | Uralan                | 4 - 0  | 1 - 0       |
| Tom' Tomsk                  | 1 - 2       | Torpedo-Metallurg     | 0 - 0  | 1 - 2       |
| Kryl'ja Sovetov Samara      | 1 - 1 (gfc) | Zenit San Pietroburgo | 0 - 0  | 1 - 1       |
| Saturn-REN TV               | 2 - 6       | Rostov                | 2 - 2  | 0 - 4       |
| Dinamo Mosca                | 2 - 5       | Rotor                 | 2 - 1  | 0 - 4       |

## Quarti di finale
Le partite di andata furono disputate il 14 aprile 2004, quelle di ritorno il 21 aprile 2004.
| Squadra 1              | Totale      | Squadra 2         | Andata | Ritorno |
| ---------------------- | ----------- | ----------------- | ------ | ------- |
| Kryl'ja Sovetov Samara | 3 - 1       | CSKA Mosca        | 2 - 1  | 1 - 0   |
| Šinnik                 | 4 - 4 (gfc) | Lokomotiv Mosca   | 3 - 0  | 1 - 4   |
| Rotor                  | 2 - 3       | Terek Groznyj     | 2 - 0  | 0 - 3   |
| Rostov                 | 0 - 3       | Torpedo-Metallurg | 0 - 3  | 0 - 0   |

## Semifinali
Le partite di andata furono disputate il 5 maggio 2004, quelle di ritorno il 12 maggio 2004.
| Squadra 1         | Totale | Squadra 2              | Andata | Ritorno     |
| ----------------- | ------ | ---------------------- | ------ | ----------- |
| Torpedo-Metallurg | 2 - 4  | Kryl'ja Sovetov Samara | 1 - 1  | 1 - 3 (dts) |
| Terek Groznyj     | 2 - 1  | Šinnik                 | 0 - 0  | 2 - 1       |

## Finale
| Arbitro: | Nikolai Ivanov (San Pietroburgo) |

|               |           |  |
| Fed'kov 90+2’ | Marcatori |  |